# Ясір Асані
Ясір Асані (алб. Jasir Asani, нар. 19 травня 1995, Скоп'є) — македонський і албанський футболіст, нападник південнокорейського клубу «Кванджу» і національної збірної Албанії.
Дворазовий . Чемпіон Албанії. Володар Суперкубка Албанії.

## Клубна кар'єра
Народився 19 травня 1995 року в місті Скоп'є. Вихованець футбольної школи клубу «Вардар». Дорослу футбольну кар'єру розпочав 2013 року в основній команді того ж клубу, в якій провів чотири сезони, взявши участь у 66 матчах чемпіонату. За цей час двічі ставав чемпіоном Македонії. Згодом 2017 року також грав за «Шкупі» та «Победа».
Того ж 2017 року став гравцем албанського «Партизані». 2020 року на правах оренди провів декілька ігор за шведський АІК.
Протягом 2021–2023 років захищав кольори угорської «Кішварди», після чого перейшов до південнокорейського «Кванджу».

## Виступи за збірні
2012 року дебютував у складі юнацької збірної Північної Македонії (U-19), загалом на юнацькому рівні взяв участь у 4 іграх, відзначившись одним забитим голом.
Протягом 2014–2016 років залучався до складу молодіжної збірної Північної Македонії. На молодіжному рівні зіграв у 3 офіційних матчах.
У подальшому вирішив на рівні збірних представляти Албанію, 2016 року взяв участь в одній грі за її «молодіжку», а 2023 року дебютував в офіційних матчах у складі національної збірної Албанії.
| Дата       | Місто    | Господарі         | Результат | Гості             | Турнір            | Голи | Примітки |
| ---------- | -------- | ----------------- | --------- | ----------------- | ----------------- | ---- | -------- |
| 27-3-2023  | Варшава  | Польща            | 1 – 0     | Албанія           | Відбір до ЧЄ 2024 | -    | 70'      |
| 17-6-2023  | Тирана   | Албанія           | 2 – 0     | Молдова           | Відбір до ЧЄ 2024 | 1    | 67'      |
| 20-6-2023  | Торсгавн | Фарерські острови | 1 – 3     | Албанія           | Відбір до ЧЄ 2024 | -    | 75'      |
| 7-9-2023   | Прага    | Чехія             | 1 – 1     | Албанія           | Відбір до ЧЄ 2024 | -    | 52' 70'  |
| 10-9-2023  | Тирана   | Албанія           | 2 – 0     | Польща            | Відбір до ЧЄ 2024 | 1    | 70'      |
| 12-10-2023 | Тирана   | Албанія           | 3 – 0     | Чехія             | Відбір до ЧЄ 2024 | 1    | 54'      |
| 17-10-2023 | Тирана   | Албанія           | 2 – 0     | Болгарія          | товариський матч  | -    | 51' 54'  |
| 17-11-2023 | Кишинів  | Молдова           | 1 – 1     | Албанія           | Відбір до ЧЄ 2024 | -    | 90+2'    |
| 20-11-2023 | Тирана   | Албанія           | 0 – 0     | Фарерські острови | Відбір до ЧЄ 2024 | -    | 74'      |
| Усього     |          | Матчів            | 9         |                   | Голів             | 3    |          |

## Титули і досягнення
- Чемпіон Македонії (2):

«Вардар»: 2014-2015, 2015-2016
- Чемпіон Албанії (1):

«Партизані»: 2018-2019
- Володар Суперкубка Албанії (1):

«Партизані»: 2019